# 阿瓦查潘
阿瓦查潘位于萨尔瓦多西部，是阿瓦查潘省的首府。
13°55′24″N 89°50′47″W / 13.9234°N 89.8463°W